# Sieghard-Carsten Kampf
Sieghard-Carsten Kampf (* 6. Dezember 1942 in Züllichau, Schwiebus) ist ein deutscher Politiker (CDU), ehemaliges Mitglied der Hamburgischen Bürgerschaft, Mediziner und war Ärztlicher Direktor des Katholischen Marienkrankenhauses Hamburg.

## Leben und Beruf
Sieghard-Carsten Kampf studierte Medizin und Philosophie an den Universitäten Hamburg, Bonn und Heidelberg. Nach dem Studium folgte eine Stelle als Wissenschaftlicher Assistent am physiologisch-chemischen Institut der Universität Hamburg. Er wurde zum Dr. med. promoviert.
Seit 1978 ist er Facharzt für Laboratoriumsmedizin, Transfusionsmedizin und Mikrobiologie sowie Infektionsepidemiologie im Katholischen Marienkrankenhaus in Hamburg tätig. 1978 wurde er dort Chefarzt des Institutes für Laboratoriumsmedizin, Mikrobiologie und Transfusionsmedizin (ILMT) und ab dem 1. Januar 2001 war er Ärztlicher Direktor des Krankenhauses. Im Rahmen seines Berufes war er viele Jahre Lehrbeauftragter an der Universität Hamburg.
Für seine politischen und gesellschaftlichen Tätigkeiten erhielt er 2005 den Ehrentitel Professor des Senats der Freien und Hansestadt Hamburg.

## Politik
Sieghard-Carsten Kampf war von Juni 1978 bis Oktober 2001 für die CDU in der Hamburger Bürgerschaft vertreten. Dort war er gesundheits- und hochschulpolitischer Sprecher der CDU-Fraktion. Innerhalb des Parlamentes war er unter anderem im Ausschuss für Wissenschaft und Forschung sowie im Gesundheitsausschuss und Umweltausschuss.
Er engagierte sich zwischen 1980 und 1995 als Stellvertretender Bundesvorsitzender des Evangelischen Arbeitskreises der CDU/CSU.

## Weitere Ämter
Er ist seit 1970 in der Evangelischen Kirche ehrenamtlich tätig und seit 1981 Vorsitzender des Kuratoriums der Evangelischen Akademie Nordelbien, Hamburg.